# 剑桥联足球俱乐部
剑桥联足球俱乐部（英語：Cambridge United Football Club）是位於英格蘭東部劍橋郡大學城劍橋的足球會。綽號「The U's 」或「The Plate」，自2005年從逗留長達35年的英格蘭足球聯賽降級到協會全国联赛角逐。2014年取得第二名的成績並透過附加賽升班英乙重返英格蘭足球聯賽。
劍橋聯在歷史上曾兩度升級到第二級聯賽角逐、兩次晉級足總盃及一次聯賽盃八強。以市內的阿贝运动场（Abbey Stadium）作為主場球場，可以容納8,696名觀眾。傳統上穿著黃及黑色的主場球衣，但亦曾更改款式如全黃黑邊、黃黑方格及現時的黃黑間條等。

## 大事紀年
| 年 份   | 事 項                                                                                              |
| ------- | -------------------------------------------------------------------------------------------------- |
| 1947-48 | 阿贝联（Abbey United）參加聯合郡聯賽（United Counties League）                                     |
| 1951    | 離開聯合郡聯賽                                                                                     |
| 1951    | 更名剑桥联（Cambridge United）                                                                     |
| 1951-52 | 參加東部郡聯賽（Eastern Counties League）                                                          |
| 1957-58 | 東部郡聯賽亞軍                                                                                     |
| 1958-59 | 參加南部聯賽東南分區（Southern League South Eastern zone）                                         |
| 1960-61 | 南部聯賽東南分區甲組亞軍，升級超聯組                                                               |
| 1962-63 | 南部聯賽超聯組亞軍                                                                                 |
| 1968-69 | 南部聯賽超聯組冠軍                                                                                 |
| 1969-70 | 南部聯賽超聯組冠軍（第二次）                                                                       |
| 1970-71 | 參加丁組聯賽                                                                                       |
| 1972-73 | 丁組聯賽季軍，升級丙組                                                                             |
| 1974    | 丙組聯賽排第廿一位，降級丁組                                                                       |
| 1976-77 | 丁組聯賽冠軍，升級丙組                                                                             |
| 1977-78 | 丙組聯賽亞軍，升級乙組                                                                             |
| 1984    | 乙組聯賽排第廿二位，降級丙組                                                                       |
| 1985    | 丙組聯賽排第廿四位，降級丁組                                                                       |
| 1989-90 | 丁組聯賽排第六位，附加賽第一輪兩回合累計3-1擊敗梅德斯通，溫布萊決賽1-0擊敗，升級丙組               |
| 1990-91 | 丙組聯賽冠軍，升級乙組                                                                             |
| 1991-92 | 乙組聯賽排第五位，附加賽第一輪兩回合累計1-6負於莱斯特城                                            |
| 1992-93 | 超聯成立，乙組聯賽改組為甲組《II》聯賽。甲組《II》聯賽排第廿三位，降級乙組《III》                  |
| 1995    | 乙組《III》聯賽排第廿位，降級丙組《IV》                                                            |
| 1998-99 | 丙組《IV》聯賽亞軍，升級乙組《III》                                                                |
| 2002    | 乙組《III》聯賽排第廿四位，降級丙組《IV》                                                          |
| 2004-05 | 丙組《IV》聯賽更名「英乙聯賽」。因被財政接管扣10分，英乙聯賽排第廿四位，降級議會全國聯賽           |
| 2007-08 | 議會全國聯賽亞軍，附加賽準決賽兩回合累計4-3擊敗保顿艾尔宾，溫布利決賽0-1負於                       |
| 2008-09 | 議會全國聯賽亞軍，附加賽準決賽兩回合累計4-3擊敗史提芬納治，溫布利決賽0-1負於                       |
| 2013-14 | 議會全國聯賽亞軍，附加賽準決賽兩回合累計2-1擊敗FC哈利法克斯鎮，溫布萊決賽2-1擊敗蓋茨黑德，升級英乙 |
| 2020-21 | 英乙亞軍，升級英甲                                                                                 |
| 2024-25 | 英甲聯賽排第廿三位，降班英乙聯賽                                                                   |

## 近況
參見2015年至2016年英格蘭足球乙級聯賽
- 2015年11月2日，本季聯賽僅獲5勝，排於第18位，領導球隊回升聯賽及贏得英格蘭足總錦標的理查·曼尼（Richard Money）無奈下台，助理領隊祖·鄧尼（Joe Dunne）暫代職務[7]。
- 2015年11月12日，任命前諾士郡主帥（Shaun Derry）成為新領隊[8]。

### 盃賽成績
| 圈數             | 日期          | 主／客   | 對賽球隊   | 紀錄                         |
| 聯 賽 盃         | 聯 賽 盃      | 聯 賽 盃 | 聯 賽 盃   | 聯 賽 盃                     |
| ---------------- | ------------- | -------- | ---------- | ---------------------------- |
| 第一圈           | 2015年8月11日 | 客       |            | 負0-1 （页面存档备份，存于） |
| 聯 賽 錦 標      |               |          |            |                              |
| 第一圈（南區東） | 2015年9月1日  | 主       |            | 負0-2 （页面存档备份，存于） |
| 足 總 盃         |               |          |            |                              |
| 第一圈           | 2015年11月7日 | 主       | 貝辛斯托克 | 勝1-0 （页面存档备份，存于） |
| 第二圈           | 2015年12月6日 | 主       |            | 負1-3 （页面存档备份，存于） |

## 主場球場

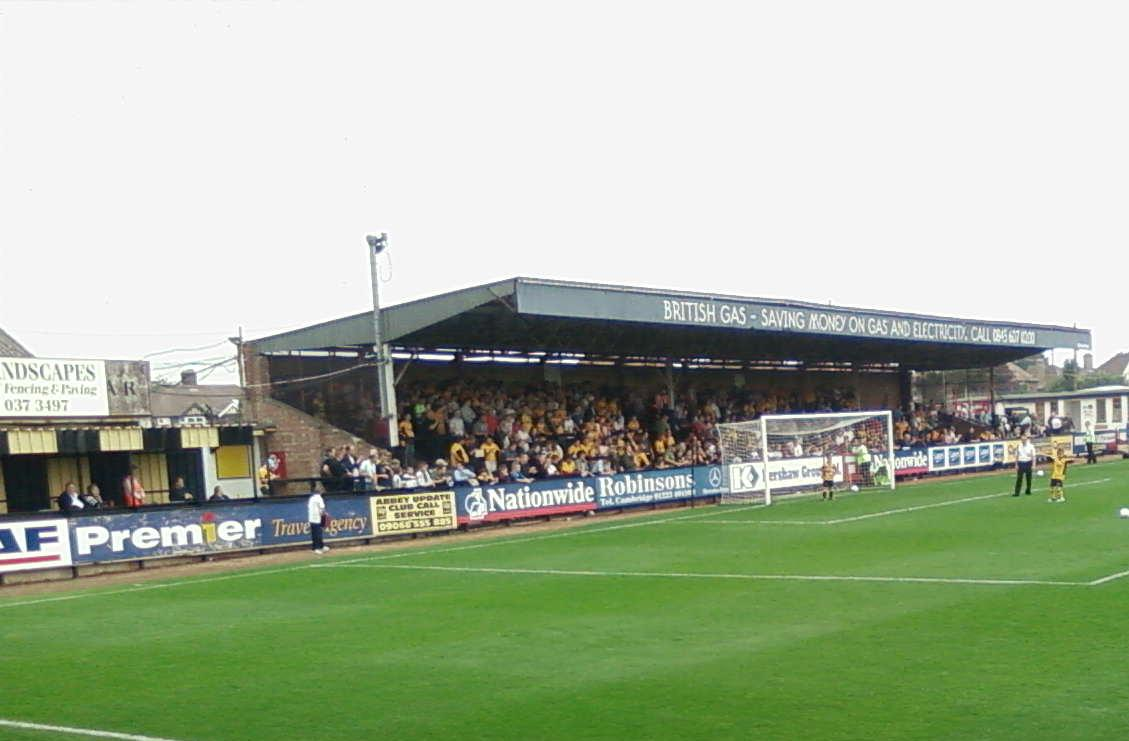
阿贝运动场北看台

阿贝运动场（Abbey Stadium） 獲冠名贊助稱為R 高斯廷斯阿貝運動場（R Costings Abbey Stadium） ，是位於英格蘭劍橋的足球運動場。自1932年以來便是劍橋聯足球會的主場球場，現時最多可以容納8,127名觀眾。
2009年6月球會宣佈與聖尼茨（St Ives）為基地的律師事務所達成交易，為球場冠名為「R 高斯廷斯阿貝運動場」（R Costings Abbey Stadium）。
看台
- 主看台（Main Stand）：位於草坪東面的全坐席單層看台，設有家庭座席、後備席和記者廂座。
- 哈賓看台（Habbin Stand）：位於主看台對面的單層全階梯看台，以早年一名著名球迷哈利‧哈賓（Harry Habbin）的姓氏命名。看台南面的三份之一有時會開放予作客球迷。
- 北楷梯看台（North Terrace）： 佔據一邊球門後方四份之三的單層全階梯看台，由於背靠新市場路（Newmarket Road）而在球迷間稱為｢新市場路看台｣（Newmarket Road End）或｢高路拿看台｣（Corona Stand）。
- 馬斯頓麥啤南看台（Marston's Smooth South Stand）：於2002年啟用的單層全坐席看台，在2007年8月｢馬斯頓｣（Marston's） 宣佈與劍橋聯達成10年冠名贊助協議[12]。這個看台原本用作接待作客球迷，但時常在推廣球票的賽事供主場球迷入坐。同時的西面亦新建一個警察控制中心，亦設有急救設施供球員及觀眾使用。

## 球會榮譽
- 丙組聯賽
  - 冠軍（1）：1990-91年；
  - 亞軍（1）：1977-78年；
- 丙組《IV》
  - 亞軍（1）：1998-99年；
- 丁組聯賽
  - 冠軍（1）：1976-77年；
  - 升級（2）：1972-73年（季軍）、1989-90年（附加賽冠軍）；
- 足球議會全國聯賽
  - 亞軍（3）：2007-08年、2008-09年、2013-14年；
- 南部聯賽超聯組
  - 冠軍（2）：1968-69年、1969-70年；

## 著名球員
- 安迪·冼頓 (Andy Sinton)
- 杜布林 (Dion Dublin)
- 莫耶斯（David Moyes）
- 約翰·菲蘭 (John Filan)
- 喬迪·克拉多克 (Jody Craddock)
- 馬丁·布特勒（英语：Martin Butler (footballer, born 1974)） (Martin Butler)
- 約翰·魯迪 (John Ruddy)

## 註腳
1. ↑  .   [2008-05-06]. （原始内容存档于2020-11-20）.
2. ↑  .   [2008-05-18]. （原始内容存档于2008-05-09）.
3. ↑  .   [2008-05-18]. （原始内容存档于2015-04-24）.
4. ↑  .   [2014-05-05]. （原始内容存档于2020-04-15）.
5. ↑  .   [2014-05-05]. （原始内容存档于2020-08-07）.
6. ↑  .   [2014-05-05]. （原始内容存档于2015-09-24）.
7. ↑  . BBC Sport. 2015-11-02  [2015-11-02]. （原始内容存档于2015-11-02） （英语）.
8. ↑  . BBC Sport. 2015-11-12  [2015-11-12]. （原始内容存档于2015-11-13） （英语）.
9. ↑  .   [2015-03-14]. （原始内容存档于2016-03-04）.
10. 1 2  . Cambridge News. 2009-06-12  [2009-06-13]. （原始内容存档于2009-06-17）.
11. ↑  . Cambridge United F.C. 3 September 2013  [2 February 2015]. （原始内容存档于2015年1月9日）.
12. ↑  . cambridgeunited.com. 2007-08-11  [2007-09-05]. （原始内容存档于2007-08-27）.

## 外部連結
- 剑桥联官網 （页面存档备份，存于）
- Cambridge United news （页面存档备份，存于）: Cambridge News 上有關剑桥联的新聞